# Быковский, Евгений Власович
Евгений Власович Быковский (1921, Михайловка, Николаевская губерния — 27 апреля 1943, Старобельск, Ворошиловградская область) — лётчик-ас, младший лейтенант Рабоче-крестьянской Красной армии, участник Великой Отечественной войны, Герой Советского Союза (1965).

## Биография
Родился в 1921 году в селе Михайловка (ныне — Апостоловский район Днепропетровской области Украины) в крестьянской семье.
Окончил десять классов школы, после чего работал в колхозе. В 1940 году был призван на службу в Рабоче-крестьянскую Красную армию. В 1942 году Быковский окончил военную авиационную школу пилотов в Батайске, после чего был направлен на фронт Великой Отечественной войны.
Проходил службу в 24-м истребительном авиационном полку, одержав 9 побед в воздушных боях. К апрелю 1943 года гвардии младший лейтенант Евгений Быковский был старшим лётчиком 5-го гвардейского истребительного авиаполка 207-й истребительной авиадивизии 3-го смешанного авиационного корпуса 17-й воздушной армии Юго-Западного фронта.
За время своего участия в войне Быковский совершил более 100 боевых вылетов, 18 из которых — на штурмовку скоплений вражеских войск и аэродромов. В воздушных боях лично сбил 9 самолётов.
27 апреля 1943 года во время боя над городом Старобельском Ворошиловградской области Украинской ССР Быковский принял неравный бой против 26 бомбардировщиков и 8 истребителей. В этом бою Быковский погиб. Похоронен в селе Половинкино Старобельского района.

## Награды
- Указом Президиума Верховного Совета СССР от 14 мая 1965 года младший лейтенант Евгений Быковский посмертно был удостоен высокого звания Героя Советского Союза.
- Также был награждён орденами Ленина и Красного Знамени, а также рядом медалей.